# Nasa insignis
Nasa insignis är en brännreveväxtart som beskrevs av Weigend och E. Rodriguez Rodriguez. Nasa insignis ingår i släktet färgkronor, och familjen brännreveväxter. Inga underarter finns listade i Catalogue of Life.